# 同仁堂
39°53′40″N 116°23′24″E / 39.89437°N 116.39000°E
同仁堂（原名同仁堂藥室、同仁堂藥鋪）是乐显扬在北京發蹟，於1669年（康熙八年）創建的一家藥店，被授予中国国家级非物质文化遗产同仁堂中医药文化」號。該藥店現時已經企業化為北京同仁堂（集團）有限責任公司，旗下擁有北京同仁堂股份有限公司（上交所：600085）、北京同仁堂科技发展股份有限公司（港交所：1666）及北京同仁堂國藥有限公司（港交所：03613，负责境外业务）三家上市公司。

## 歷史
樂氏祖籍浙江宁波，明朝永乐年间迁至北京，最初以搖串鈴走街串巷行醫、賣小藥維持生活。其后世乐显扬当了太医院吏目，康熙八年（1669年）创办「同仁堂藥室」，以「製藥一絲不苟，賣藥貨真價實」為宗旨，藥方來自民間驗方、宮廷秘方。其子乐凤鸣接续祖业，1702年迁舖至前门大栅栏路南，总结前人制药经验，完成《乐氏世代祖传丸散膏丹下料配方》一书，明确提出了「遵肘后，辨地产，炮制虽繁必不敢省人工，品味虽贵必不敢减物力」的训条，树立「修合无人见，存心有天知」的意识。
1723年，清朝雍正帝钦定同仁堂供奉清宫御药房。其后同仁堂独办官药188年，历经八代皇帝。自製名藥有安宮牛黃丸、牛黃清心丸、烏雞白鳳丸等。
1907年，同仁堂樂氏第十二代子孙樂达聪在濟南魏家莊創建宏濟堂，與北京「同仁堂」、杭州「胡慶餘堂」並譽為中國「三大名藥店」。
1949年后，乐氏二房第十二代子孙乐崇辉携祖传秘方去台，于1953年在台北与部分北平同仁堂员工开设台湾同仁堂。
1954年，同仁堂实行公私合营，总经理为第十三代子孙乐松生。
1955年，乐松生受到毛泽东和周恩来的接见。
1957年，同仁堂成立“同仁堂中药提炼厂”。
1971年，在药厂制酒车间上成立药酒厂，因文化大革命之故命名为中药七厂。
文革期間，乐松生遭红卫兵迫害打死，同仁堂中藥提煉廠亦因受极左思想而影響經營並停業一段時間，直至1979年獲國務院批准重開。
1979年，重开当年药酒厂改名为同仁堂药酒厂。
1991年，同仁堂晋升为国家一级企业。
1998年，中國全国总工会授予同仁堂“全国五一奖状”。
1997年，同仁堂在上海證券交易所上市。
1999年，同仁堂成立“同仁堂发展委员会”。
2000年10月，同仁堂分拆同仁堂科技在香港創業板上市。
2011年，台灣上櫃公司眾星國際代銷同仁堂中药酒。
2016年1月26日，同仁堂党委书记、董事长梅群表示在十三五期间，同仁堂所有制药工厂将迁往河北和安徽亳州，而北京只保留同仁堂总部和少数项目。
2018年12月，北京同仁堂旗下蜂業公司代工廠商盐城金蜂食品科技有限公司被曝回收过期蜂蜜进原料库。同仁堂股价也受到波及而下跌。后江苏省盐城市滨海县市场监管局和北京市大兴区食药局分别对同仁堂罚款14,088,266.1元和111,740.88元。公司管理階層，包含董事、總經理及副總經理皆遭到免職處分。
2019年2月，国家市场监督管理总局宣布撤销北京同仁堂的中国质量奖称号，并收回证书和奖杯。
2021年2月，北京同仁堂公司总经理高振坤被查。

## 境外分店


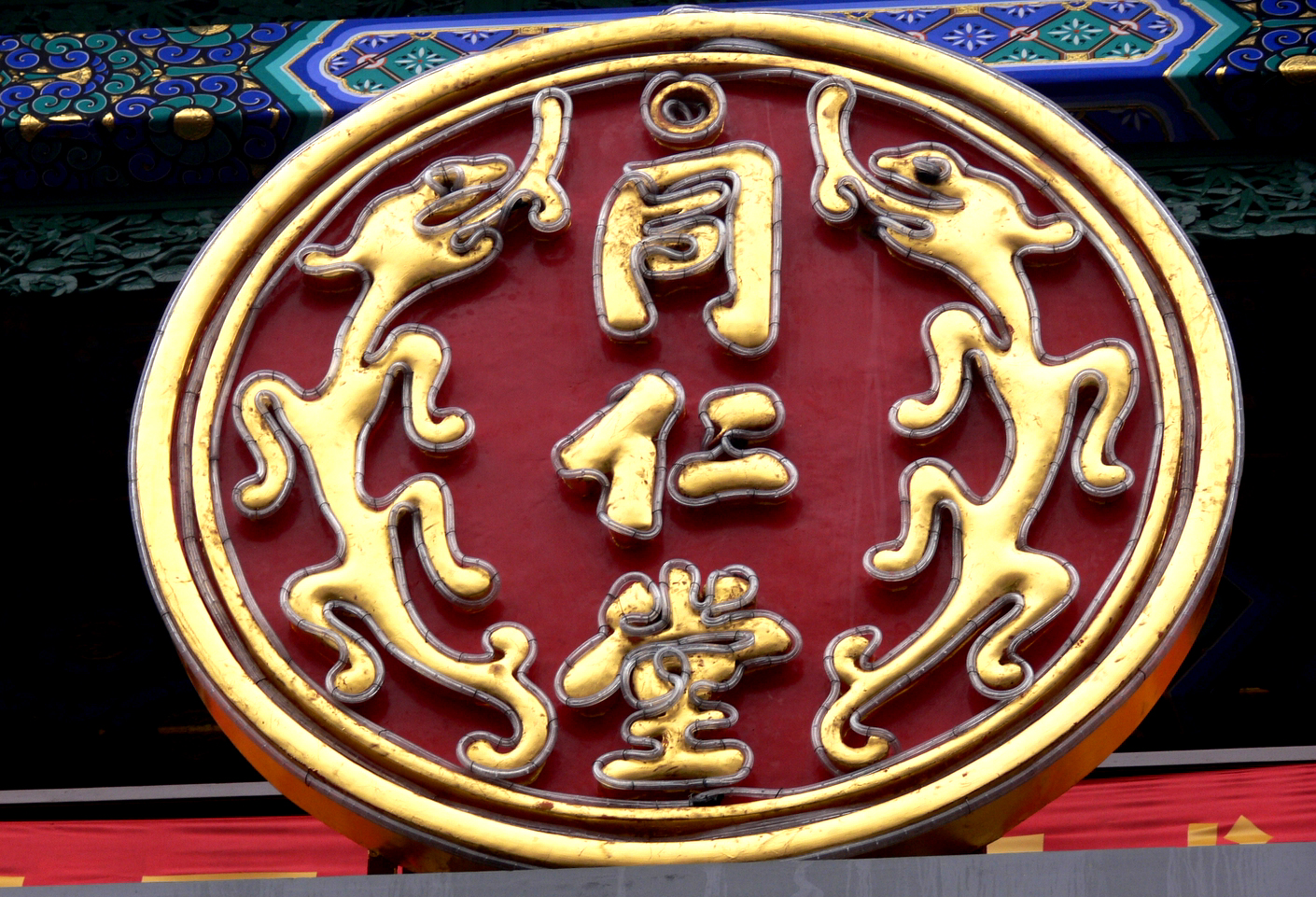
北京大栅栏同仁堂总店的招牌，为著名书法家启功所題。

- 香港：香港岛11家、九龙30家、新界42家（分別隶屬于兩家管理公司）
- 澳門：4家（新馬路、紅街市、大三巴、百利寶）
- 泰國：曼谷分店
- 马来西亚：3家（吉隆坡、槟城、八打靈再也）
- 印度尼西亞：雅加达分店
- 新加坡：5家（牛車水橋南路、亞歷山大醫院、心理衛生學院、克羅士街上段、仁慈社區醫院）
- 柬埔寨：金边分店
- ：汶萊分店
- 阿联酋：迪拜分店
- 臺灣：1家（內湖明水路，由总公司持有）
- 菲律賓：馬尼拉分店（由总公司持有）
- 英国：2家（伦敦、利茲，其中伦敦分店由总公司持有）
- 波蘭：波蘭分店
- 荷蘭：荷蘭分店
- ：6家（悉尼、布里斯本、卡市、車士活、墨爾本、博士山）
- 加拿大：8家（列治文、溫哥華甘比、溫哥華格兰维尔、多倫多士嘉堡、密西沙加、[万锦]、[烈治文山]）
- 新西兰：7家（奥克兰、基督城，由总公司持有）

## 相关影视作品
- 《同仁堂传说》 ：大陆六集电视连续剧
- 《大清藥王》：大陆电视连续剧，剧中角色「樂阔海」原型为同仁堂第八代传人樂兴，而角色「樂宏达」原型则是同仁堂第十代传人、中兴同仁堂家业的樂平泉。
- 《大宅门》：剧中主角“白景琦”原型为樂达聪，而该剧导演郭宝昌就是樂达聪的养子。
- 《风雨同仁堂》：大陆八集京剧连续剧，以八国联军侵华为背景。剧中主角“乐徐氏”原型即为樂平泉的继配夫人许叶芬。
- 《戊子风雪同仁堂》：大陆三十集电视连续剧，以1949年前后为故事背景。

## 照片集

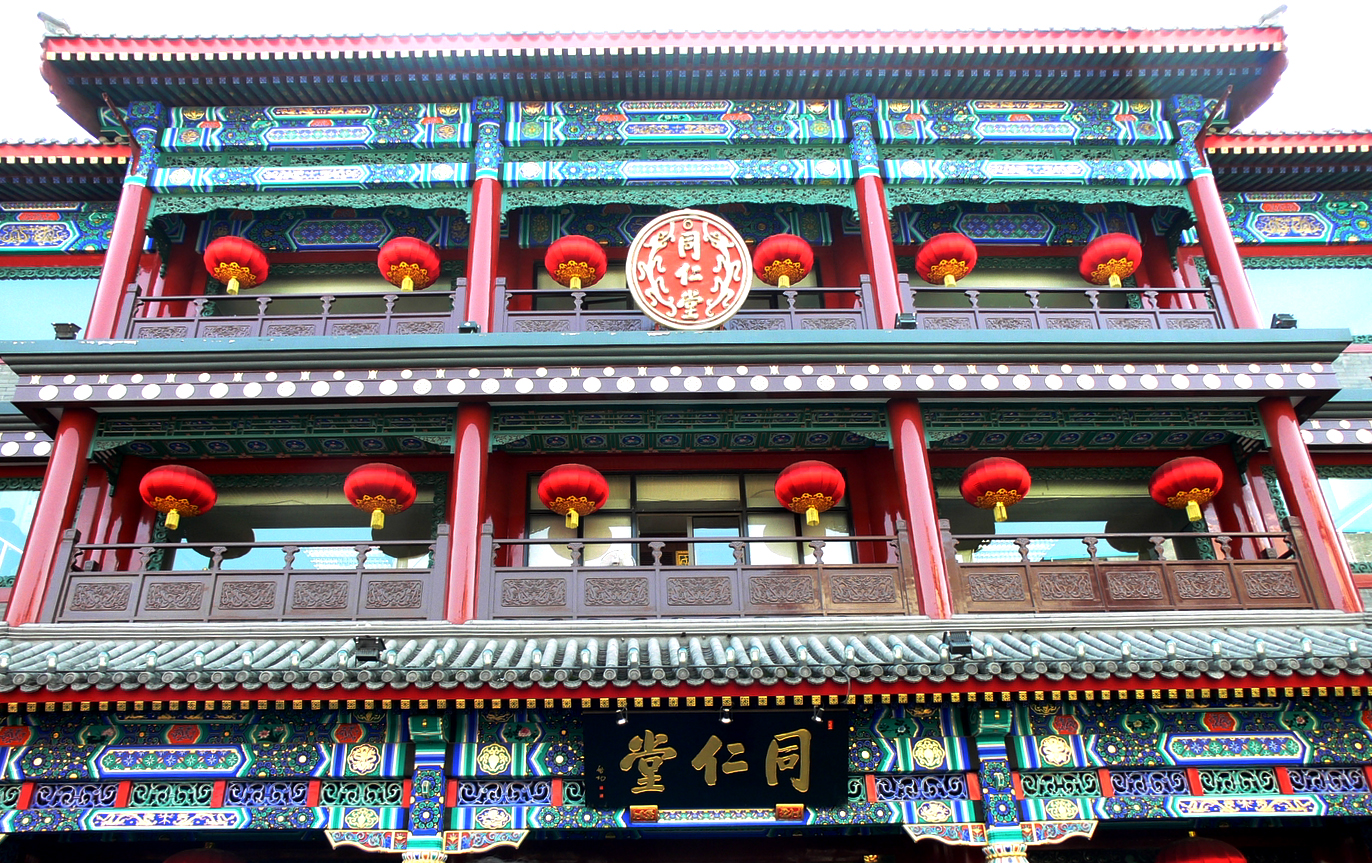
北京前门大街同仁堂
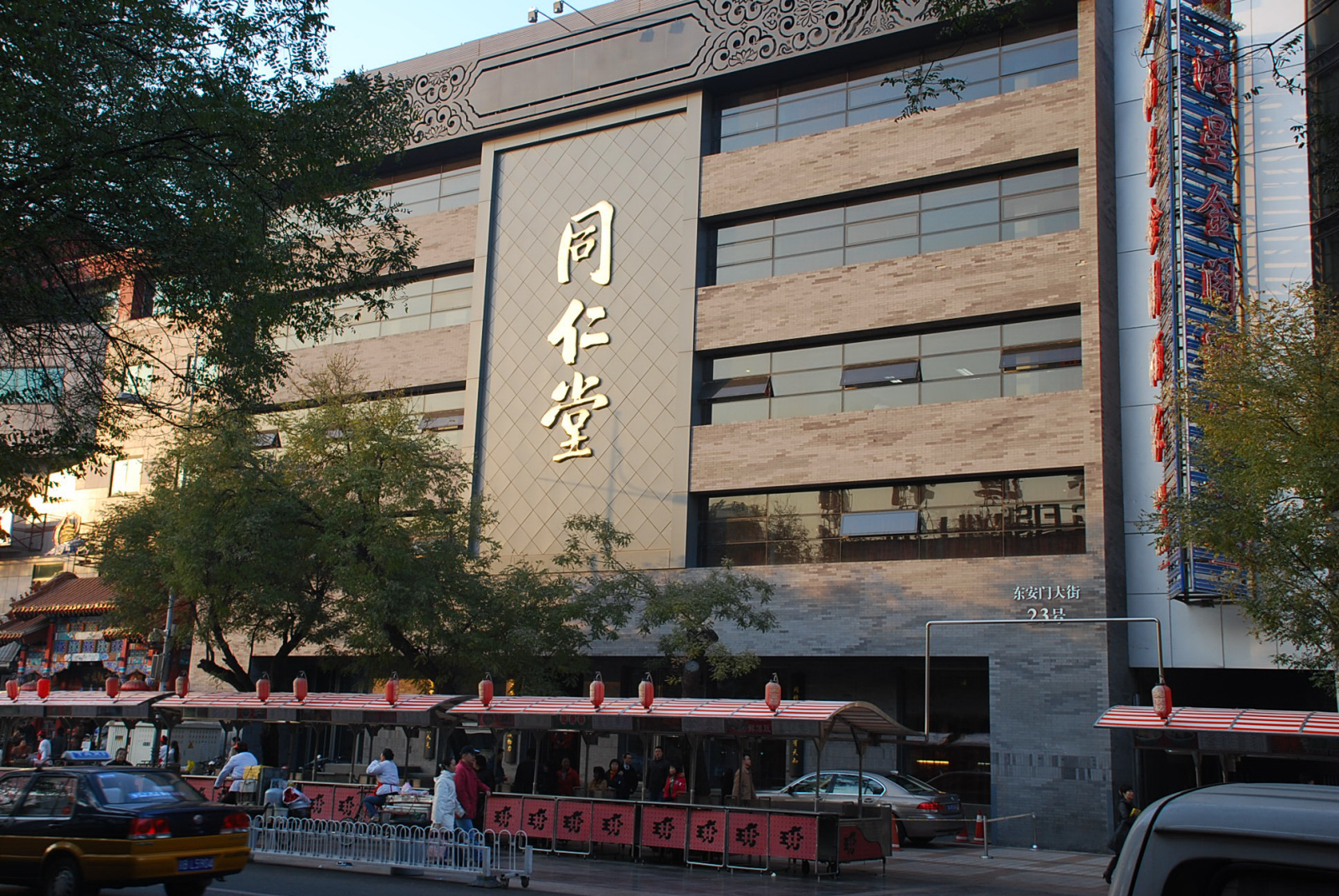
北京东华门同仁堂
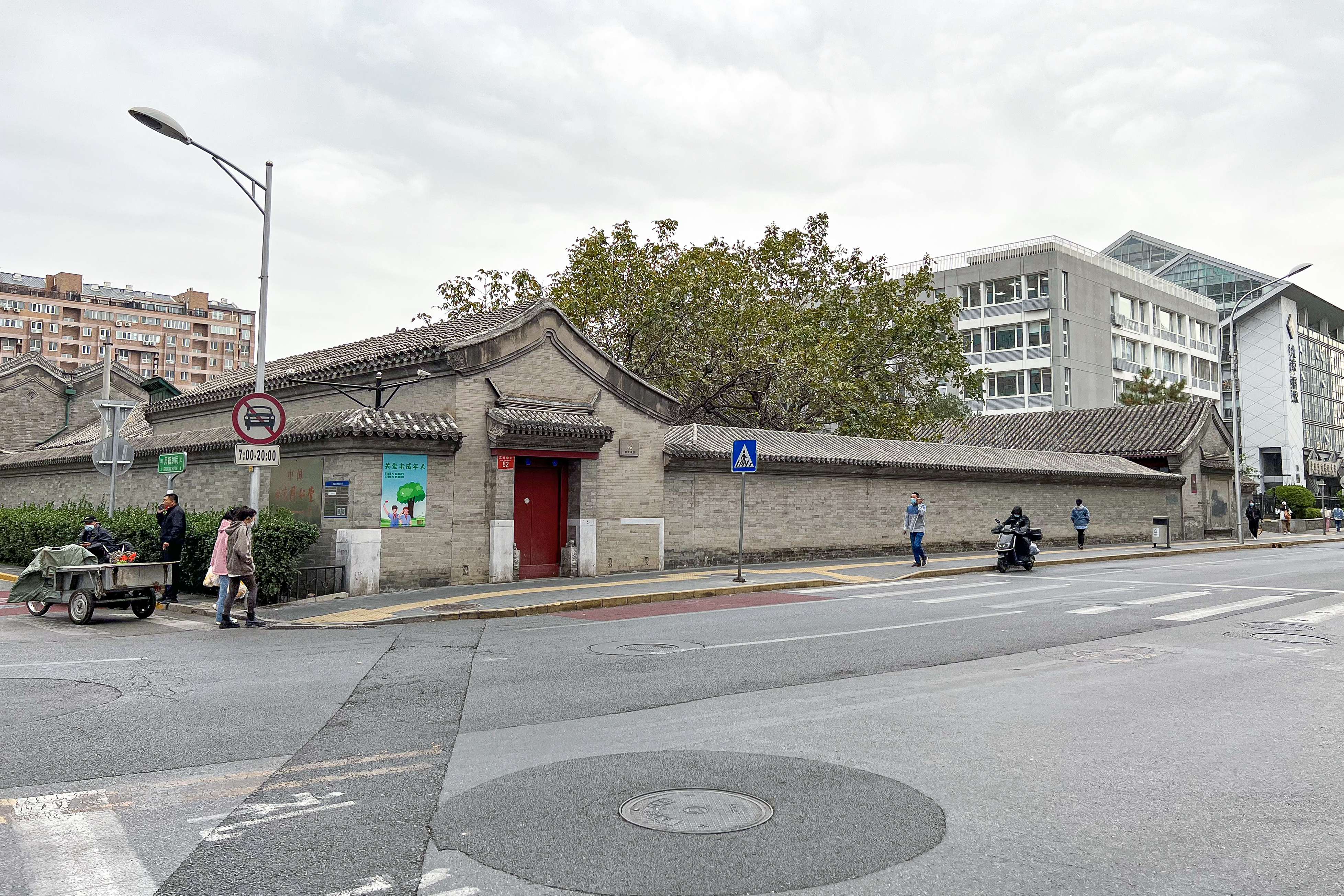
北京同仁堂集团公司总部（东兴隆街52号）
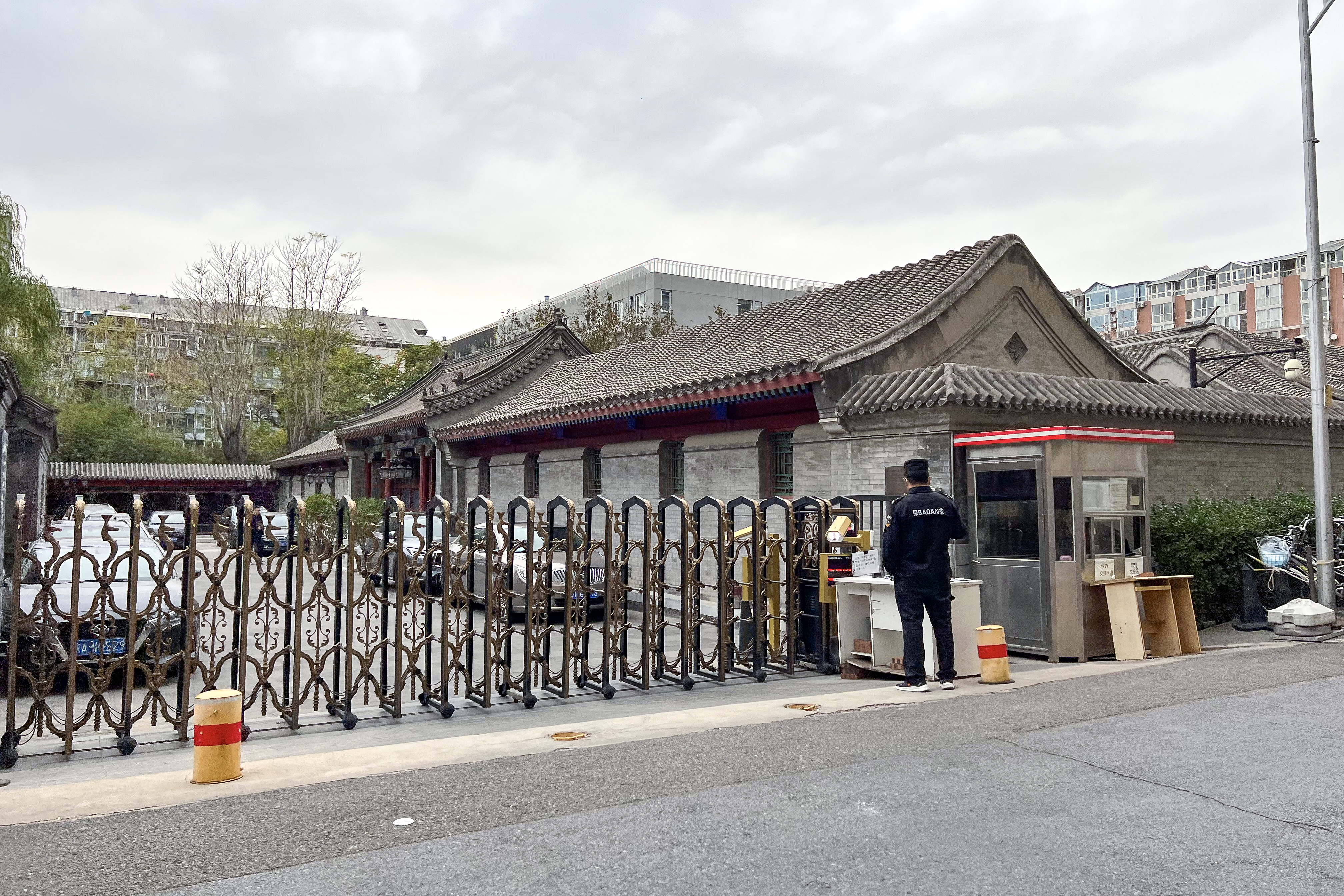
北京同仁堂集团公司总部（东兴隆街52号）
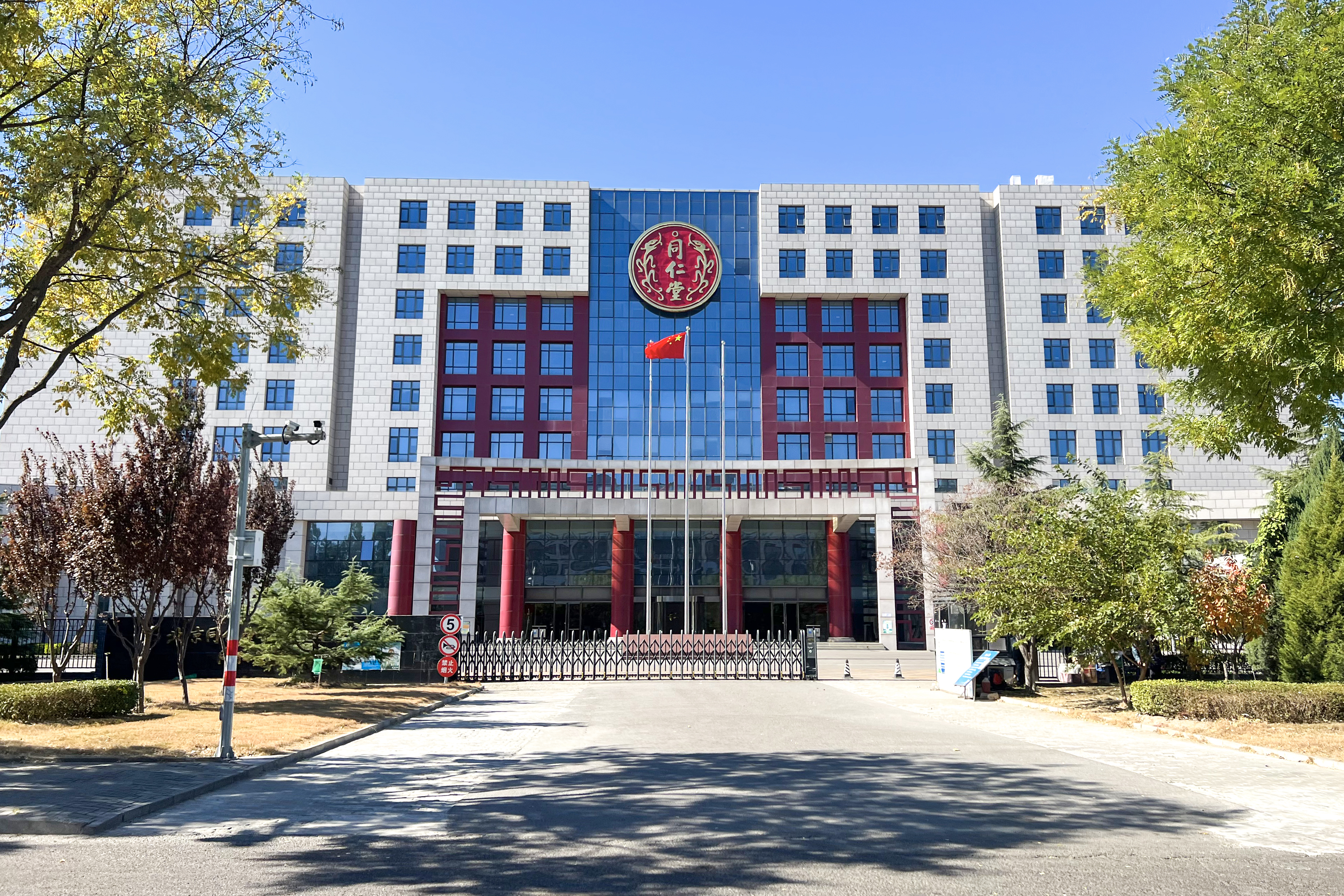
北京同仁堂股份有限公司（大兴生物医药产业基地天贵大街33号）
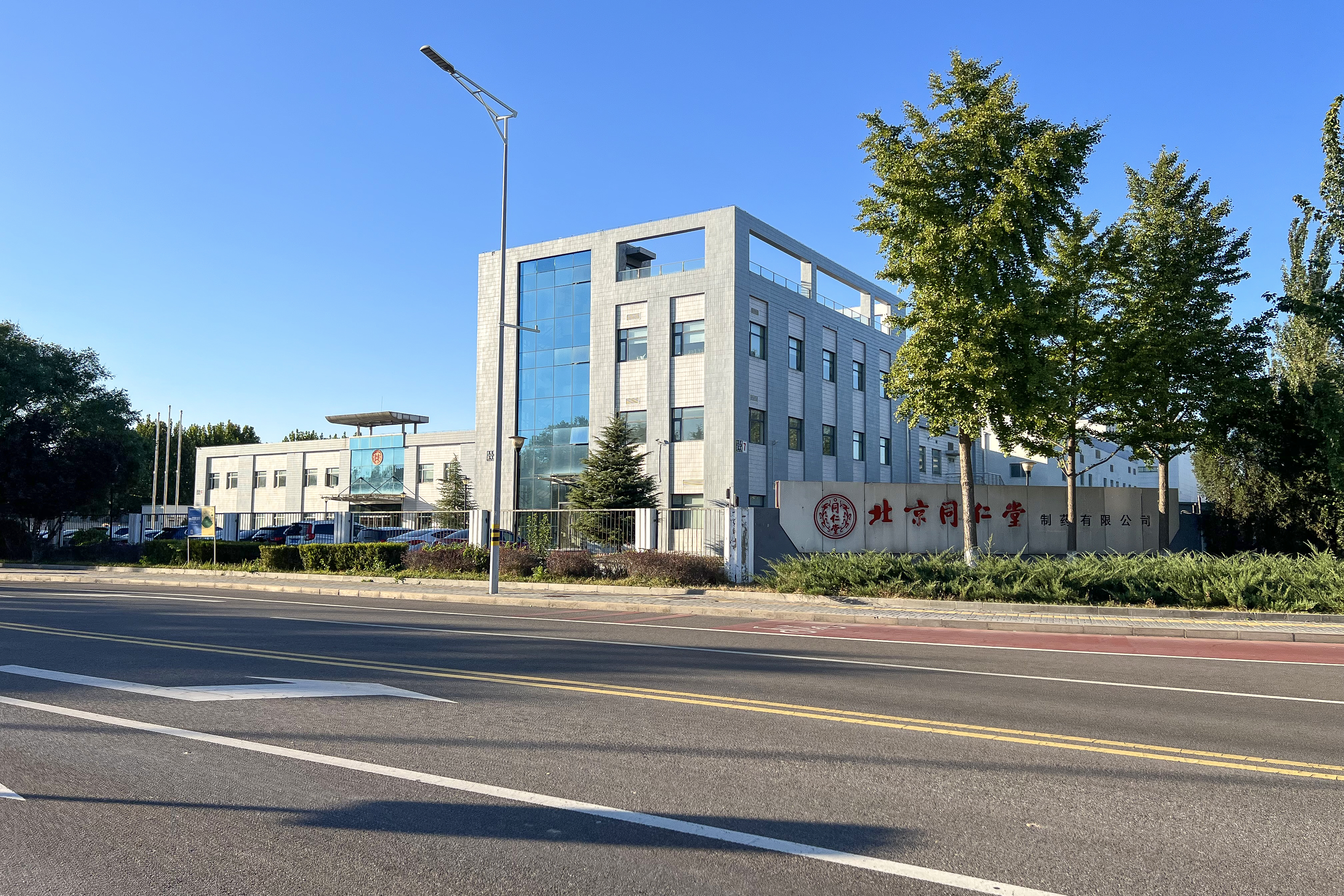
北京同仁堂制药有限公司（大兴生物医药产业基地永旺路29号）
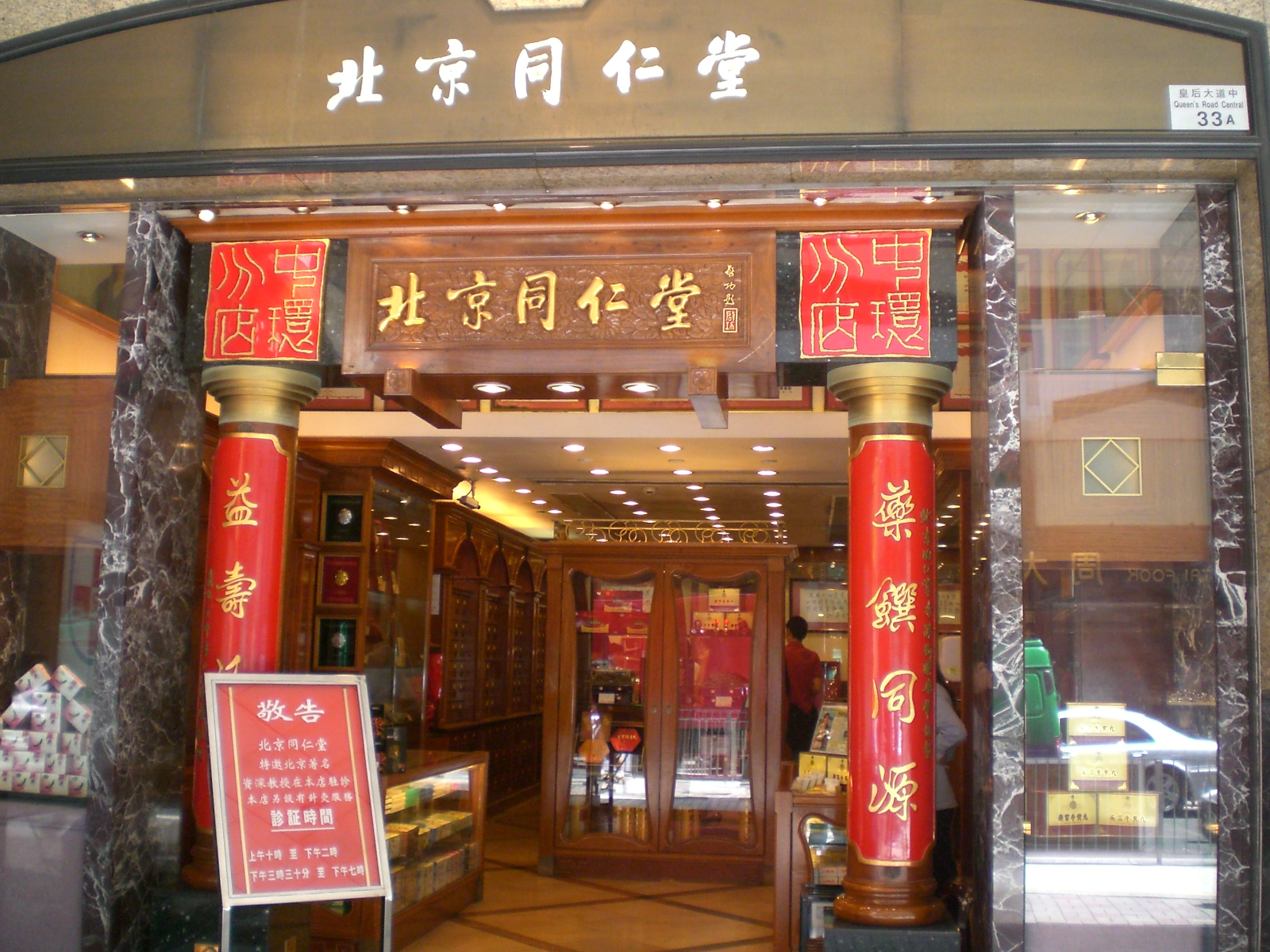
香港中環皇后大道中分店
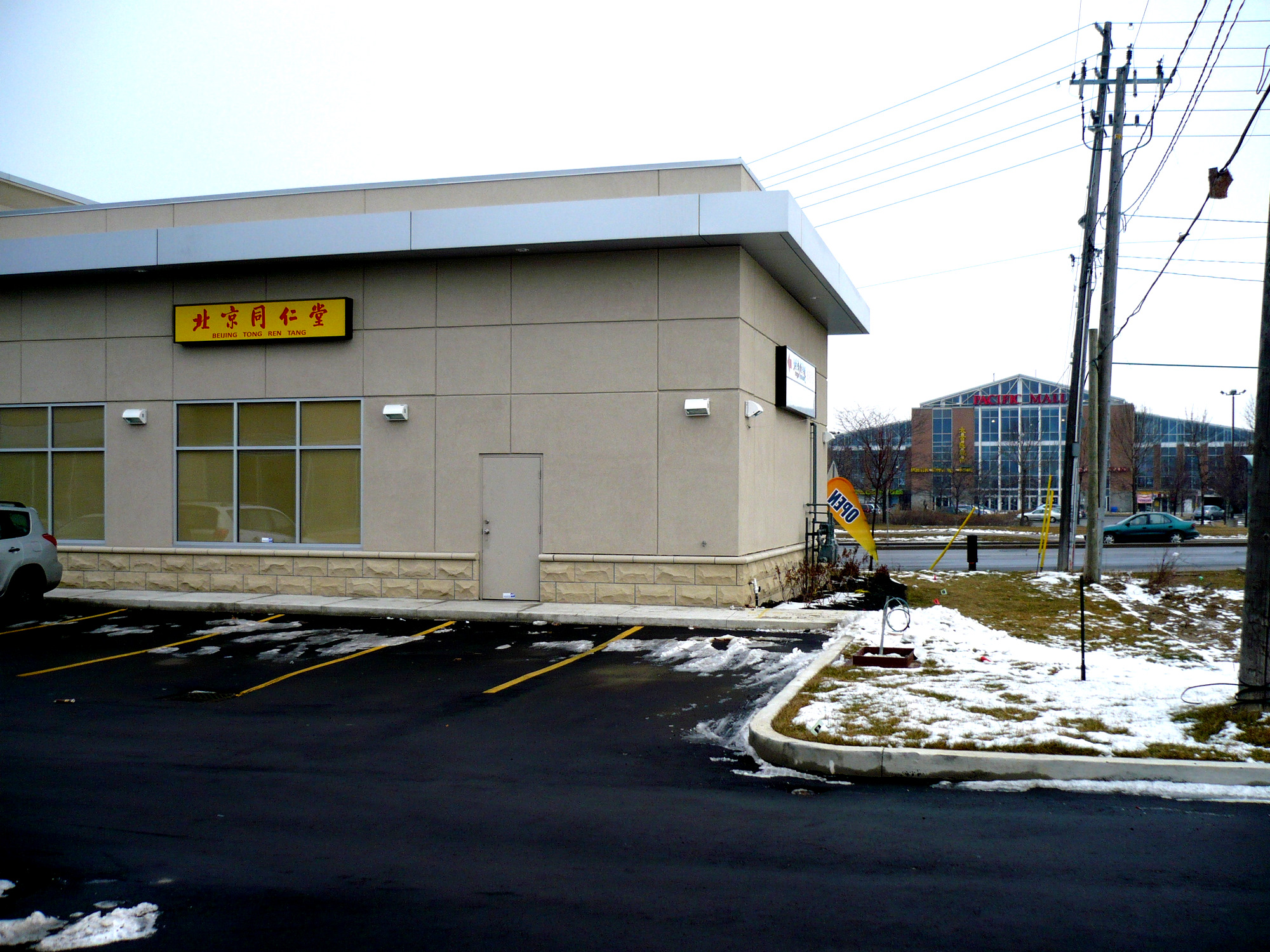
同仁堂多伦多STEELES AVE 分店
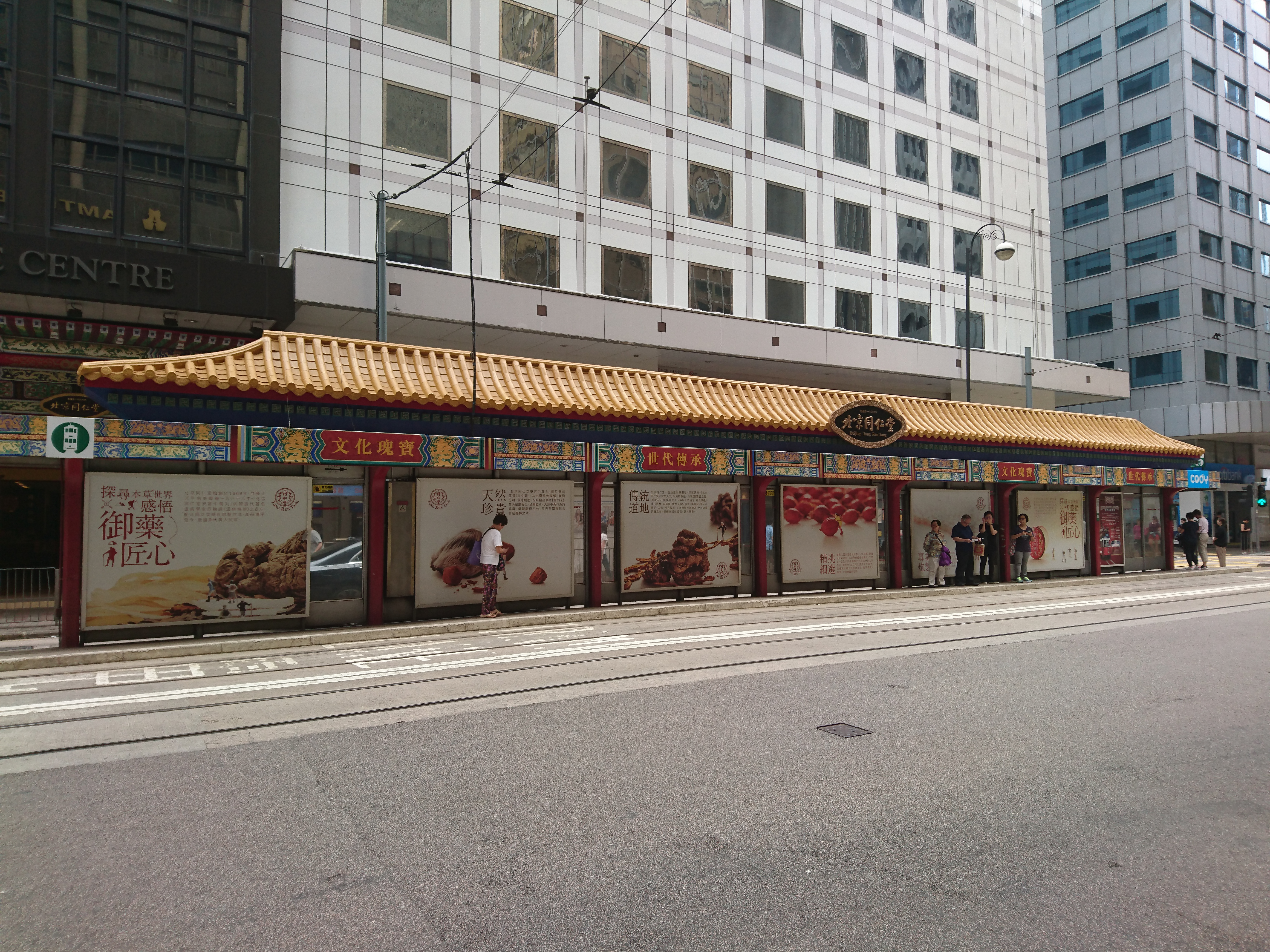
香港電車車站的特色廣告
- 2020年8月15日 同仁堂跨界卖咖啡 老字号引来新青年